# Roag
Roag (Schots-Gaelisch: Ròdhag) is een dorp op het eiland Skye in de Schotse lieutenancy Ross and Cromarty in het raadsgebied Highland.